# Kőrösi Csoma Sándor
Kőrösi Csoma Sándor (Covasna, 27 de março de 1784 ou 1787–1788 — 11 de abril de 1842), nascido Csoma Sándor, também conhecido como Alexander Csoma de Kőrös, nome com que assinava os seus trabalhos em inglês, foi um filólogo e orientalista húngaro, explorador e autor do primeiro dicionário e da primeira gramática tibetano-inglês. Nasceu em Kőrös (atualmente Covasna, na Roménia), Transilvânia, então parte do Reino da Hungria. 

## Vida
Sua data de nascimento é muitas vezes dada como 4 de abril, embora este seja realmente o dia de seu batismo e o ano de seu nascimento seja debatido por alguns autores que o colocam em 1787 ou 1788 em vez de 1784.
Na esperança de que seria capaz de traçar a origem dos grupo étnico dos magiares, partiu para o Oriente em 1820 e, depois deparar-se com muitas dificuldades no caminho, chegou em Ladakh. Passando por grandes privações naquele lugar, apesar de receber ajuda do governo britânico, devotou-se ao estudo da língua tibetana. Ele criou o primeiro dicionário inglês-tibetano enquanto vivia no  mosteiro budista de Zangla na região de Zanskar em 1823. O dicionário foi publicado um ano mais tarde, em 1824.
Em 1831, estabeleceu-se em Calcutá, onde compilou seu Tibetan Grammar and Dictionary e catalogou as obras tibetanas da biblioteca da Asiatic Society. Morreu em Darjeeling quando se preparava para partir para mais descobertas novas, por causa de malária que tinha contraído nas viagens. Ele disse ter sido capaz de ler em dezessete idiomas. É amplamente considerado como o fundador da tibetologia.

## Obras de Csoma de Kőrös
- Essay towards a Dictionary, Tibetan and English. Prepared, with assistance of Bandé Sangs-rgyas Phuntshogs ... by Alexander Csoma de Kőrös, etc., Calcutta: Baptist Mission Press, 1834.
- Analysis of the Dulva, part of the Kangyur, Asiatic Researches, Calcutta, 1836, vol. 20-1, pp. 41-93 (on line).
- Essay towards a Dictionary, Tibetan and English, Budapest: Akadémiai Kiadó, 1984.
- A Grammar of the Tibetan Language in English. Prepared under the patronage of the Government and the auspices of the Asiatic Society of Bengal., Calcutta: Baptist Mission Press, 1834.
- Grammar of the Tibetan Language, Budapest: Akadémiai Kiadó, 1984.
- Sanskrit-Tibetan-English Vocabulary: being an edition and translation of the Mahāvyutpatti, Budapest: Akadémiai Kiadó, 1984.
- Collected works of Alexander Csoma de Körös, Budapest: Akadémiai Kiadó, 1984.

## Obras sobre Csoma de Kőrös
Livros
- Duka, Theodore Life and works of Alexander Csoma de Kőrös: a biography compiled chiefly from hitherto unpublished data; with a brief notice of each of his unpublished works and essays, as well as of his still extant manuscripts. Londres: Trübner, 1885.
- Mukerjee, Hirendra Nath Hermit-hero from Hungary, Alexander Csoma de Koros, the great Tibetologist. New Delhi: Light & Life Publishers, 1981.
- Le Calloch, Bernard Alexandre Csoma de Kőrös. Paris: La nouvelle revue tibétaine, 1985.
- Fox, Edward The Hungarian Who Walked to Heaven (Alexander Csoma de Koros 1784-1842). Short Books, 2001.

Filmes
- A Guest of Life, filme de Tibor Szemző, 2006. IMDB
- Zangla - Path of Csoma, filme de Zoltán Bonta, 2008.

Artigos acadêmicos
- "New Discoveries about Alexander Csoma de Kőrös and the Buddhist Monasteries of Northern India" por Judith Galántha Herman (Montreal), Lectures and Papers in Hungarian Studies, no. 44.
- "Alexander Csoma de Kőrös the Hungarian Bodhisattva" por Dr. Ernest Hetenyi PDF